# ریشارد فرایتاک
ریشارد فرایتاک (آلمانی: Richard Freitag؛ زادهٔ ۱۴ اوت ۱۹۹۱) اسکی‌باز پرش اهل آلمان است.